# (7066) Несс
(7066) Несс (лат. Nessus) — небольшой кентавр. Он стал третьим открытым кентавром. Он обращается за пределами орбиты Сатурна.
Объект назван по имени персонажа древнегреческой мифологии — кентавра Несса. Причём название было предложено не астрономами, а астрологами. Название утверждено 22 апреля 1997 года.
Несс был открыт 26 апреля 1993 года Дэвидом Рабиновичем в рамках проекта Spacewatch в обсерватории Китт-Пик.
По данным телескопа Спитцер размеры Несса оцениваются в 60±16 км.

## В культуре
В видеоигре Destiny 2 фигурирует астероид-кентавр Несс, выступающий в качестве одной из локаций. Астероид был терраформирован и имеет красивые красочные пейзажи на фоне выступающих в виде скал огромных суперкомпьютеров.